# سيبل (مصارعة)
المصارعة سيبل (بالإنجليزية: Sable)‏ (و. 1967  م) هي ممثلة، ومصارعة محترفة، وممثلة تلفزيونية، وعارضة، وبلاي ميت، وممثلة أفلام أمريكية، ولدت في جاكسونفيل، فلوريدا، بدأت مشوارها المهني سنة 1996.

## وصلات خارجية
- المصارعة سيبل على موقع IMDb (الإنجليزية)
- المصارعة سيبل على موقع ألو سيني (الفرنسية)
- المصارعة سيبل على موقع أول موفي (الإنجليزية)
- المصارعة سيبل على موقع قاعدة بيانات الفيلم (الإنجليزية)
- المصارعة سيبل على موقع كينوبويسك (الروسية)
- المصارعة سيبل على موقع دبليو دبليو إي (الإنجليزية)
- المصارعة سيبل على موقع CageMatch worker (الإنجليزية)
- المصارعة سيبل على موقع عالم المصارعة على الإنترنت (الإنجليزية)
- المصارعة سيبل على موقع عالم المصارعة على الإنترنت (الإنجليزية)